# Birger Lignell
Birger Leopold Lignell, född 13 mars 1838 i Uddevalla, död 16 juni 1877 i Uppsala, var en svensk målare och teckningslärare.
Lignell studerade vid Konstakademien i Stockholm där han tilldelades den Ribbingska medaljen 1858. Efter studierna var han först verksam som historie- och genremålare innan han 1871 anställdes som ritmästare vid Uppsala universitet. Han medverkade i akademiens utställning 1868 med genremotiv. Bland hans offentliga arbeten märks altartavlor till Värsås kyrka, Fjärås kyrka, Svenljunga kyrka, Toarps kyrka och för Caroli kyrka skapade han nya sidotavlor till Altaruppsatsen samt porträtt av professorerna Elias Fries och August Almén. Lignell är representerad vid Uppsala universitet.